# Tecnam P2002 Sierra
El Tecnam P2002 Sierra és una avioneta monomotor, d'ala baixa i 2 places dissenyada i fabricada per l'empresa italiana Tecnam. És un disseny de construcció metàl·lica propulsat per un sol motor Rotax 912 S2 de 100 cv de potència. Un tret distintiu és que compta amb una coberta de la cabina que pot ser oberta en vol.

## Variants
P2002 JF
Model amb tren d'aterratge fix tipus tricicle. Una variant amb hèlix de pas variable va ser certificada per l'Agència Europea de Seguretat Aèria el 2012.
P2002 JR
Model amb tren d'aterratge plegable d'accionament hidràulic.
P2002 Sierra MkII
Darrer model amb millores en l'habitabilitat i l'aviònica.

## Operadors

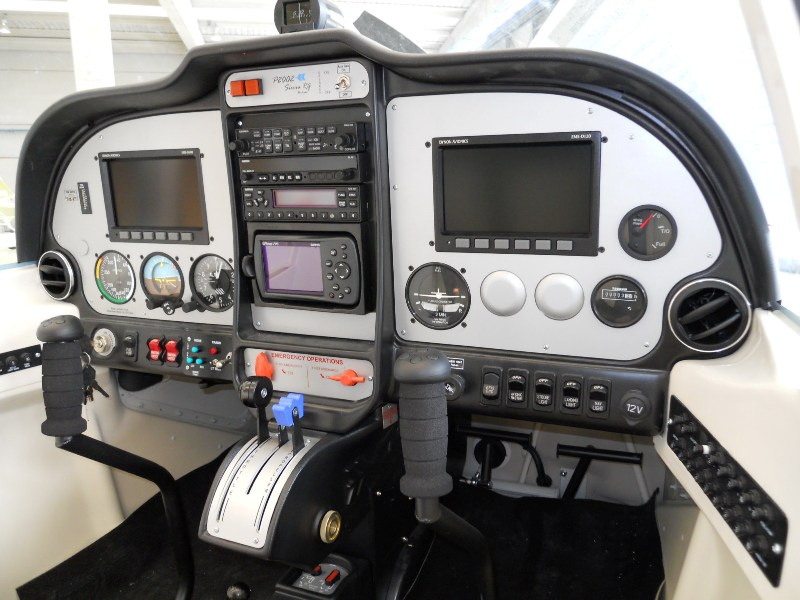
Cabina i instruments de vol d'un P2002

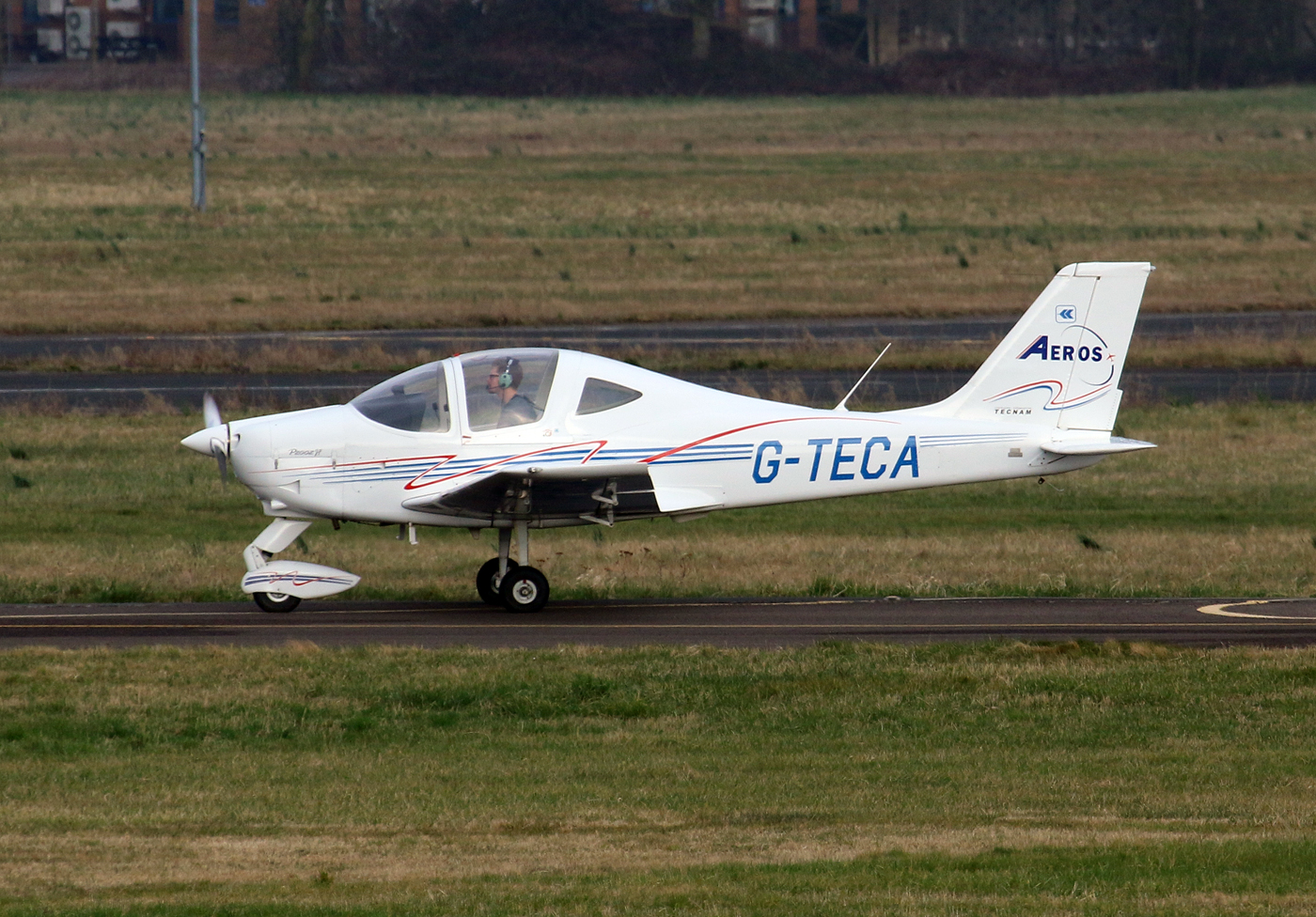
P2002 en pista

El P2002 és operat sobretot per propietaris privats i escoles de vol. També és emprat per alguns organismes estatals, com per exemple en l'entrenament inicial dels pilots de les Forces Aèries de l'Argentina.

## Especificacions
Característiques generals
- Tripulació: 1
- Capacitat: 1 pilot i 1 passatger
- Longitud: 6,6 m
- Envergadura: 9 m
- Alçada: 2,3 m
- Superfície de l'ala 11,5 m²
- Pes buit: 331 kg
- Motors: 1×  Rotax 912 S2, 100 cv  a 5.800 rpm
- Diàmetre de l'hèlix: 1,6 m

 Rendiment 
- Velocitat màxima absoluta : 157 nusos (290 km/h)
- Velocitat de creuer: 122 nusos (225 km/h)